# Beaver River (Stewart River)
Der Beaver River (englisch für „Biber-Fluss“) ist ein 195 km langer rechter Nebenfluss des Stewart River im kanadischen Yukon-Territorium.

## Flusslauf
Der Beaver River entspringt in den östlichen Ogilvie Mountains. Er fließt in überwiegend ostsüdöstlicher Richtung durch das Gebirge und erreicht schließlich den von Osten kommenden Stewart River. In Mündungsnähe beträgt der mittlere Abfluss (MQ) des Beaver River 56 m³/s. Die höchsten monatlichen Abflüsse treten gewöhnlich im Juni während der Schneeschmelze auf.
Der Beaver River wird für Wildwasserkanutouren genutzt. Ein Startpunkt für solche Touren sind die Scougale Lakes. Von dort führen diese über den rechten Nebenfluss Scougale Creek und dem unteren Flussabschnitt des Beaver River hinunter zum Stewart River und weiter auf diesem.